# Andrews (Texas)
Andrews ist eine Stadt im Andrews County im US-Bundesstaat Texas der Vereinigten Staaten und Sitz der Countyverwaltung. Das U.S. Census Bureau hat bei der Volkszählung 2020 eine Einwohnerzahl von 13.487 ermittelt.
Benannt wurden die Stadt und das County nach Richard Andrews, dem ersten Soldaten, der 1835 bei der Schlacht von Concepción während der texanischen Revolution starb.

## Geographie
Die Stadt liegt im Hochland im mittleren Westen von Texas, ist im Westen etwa 20 Kilometer von New Mexico entfernt und hat eine Fläche von 12,4 km².

## Kultur
Andrews unterhält eine öffentliche Bibliothek mit rund 68.000 Büchern, 2600 Audio- und 1800 Video-Dokumenten. Weiterhin gibt es vier Grundschulen, eine Mittelschule und eine High School. Weiterführende Colleges gibt es in den etwa 50 Kilometer entfernt liegenden Städten Midland und Odessa. Die nächsten Universitäten sind etwa 160 und 220 Kilometer entfernt.

## Religion
In Andrews gibt es derzeit 30 verschiedene Kirchen aus 13 unterschiedlichen Konfessionen. Unter den zu einer Konfession gehörenden Kirchen ist die Baptistengemeinde mit 11 Kirchen am stärksten vertreten. Weiterhin gibt es 4 zu keiner Konfession gehörende Kirchen (Stand: 2004).

## Demographie
Das durchschnittliche Einkommen eines Haushalts in der Stadt liegt bei 32.774 USD, das durchschnittliche Einkommen einer Familie bei 36.172 USD. Männer haben ein durchschnittliches Einkommen von 31.527 USD gegenüber den Frauen mit durchschnittlich 22.266 USD. Das Pro-Kopf-Einkommen liegt bei 16.101 USD. 17,7 % der Einwohner und 15,3 % der Familien leben unterhalb der Armutsgrenze.

31,5 % der Einwohner sind unter 18 Jahre alt und auf 100 Frauen ab 18 Jahren und darüber kommen statistisch 88,6 Männer. Das Durchschnittsalter beträgt 34 Jahre (Stand: 2000).

## Kriminalität
Die Kriminalitätsrate hat einen Index von 185,4 Punkte. (Vergl. US-Landesdurchschnitt: 330,6 Punkte; höhere Punkte bedeuten höhere Kriminalität)

2002 gab es 24 tätliche Angriffe auf Personen, 63 Einbrüche, 195 Diebstähle und 11 Autodiebstähle.

## Söhne und Töchter der Stadt
- Elmer Stephen Kelton (1926–2009), Journalist und Schriftsteller
- Max Lucado (* 1955), evangelikaler Pastor und Buchautor
- Chad Campbell (* 1974), Profi-Golfspieler
- Juliet Reeves London (* 1978), Schauspielerin